# Handforth
Handforth är en by och en civil parish i Cheshire East i Cheshire i England. Orten har 6 266 invånare (2011). Skapad 2011 (CP).